# BMW 321
BMW 321 – samochód osobowy klasy średniej produkowany przez niemiecką firmę BMW w latach 1938–1941 i 1945–1950. Następca modelu 320. Został skonstruowany w oparciu o skrócone podwozie modelu 326, przejęty został też z niego silnik. W porównaniu z BMW 320, zmieniono wygląd przedniej części nadwozia oraz układ zawieszenia. BMW 321 dostępne było jako 2-drzwiowy sedan lub 2-drzwiowy kabriolet. Do napędu użyto silnika OHV R6 o pojemności dwóch litrów i mocy 46 KM. Moc przenoszona była na oś tylną poprzez 4-biegową manualną skrzynię biegów. Samochód został zastąpiony po latach przez model E115. 

## Produkcja
- BMW 321 Limousine - 2078 szt.
- BMW 321 Kabriolett - 1551 szt.

## Dane techniczne

### Silnik
- R6 2,0 l (1971 cm³), 2 zawory na cylinder, OHV, wał korbowy podparty na 4 łożyskach
- Układ zasilania: gaźnik Solex 30 BFLVS
- Średnica × skok tłoka: 66,00 mm × 96,00 mm
- Stopień sprężania: 6,0:1
- Moc maksymalna: 45 KM (33 kW) przy 3750 obr./min

### Osiągi
- Przyspieszenie 0-100 km/h: 35,0 s
- Prędkość maksymalna: 115 km/h

### Pozostałe
- Hamulce tył/przód: bębnowe
- Opony: 5,5 cala, felgi 16 cali
- Promień skrętu: 5,5 m
- Przełożenie główne: 4,38:1